# Shapley-Curtis-Debatte
Die Shapley-Curtis-Debatte, auch bekannt als Die große Debatte (englisch The Great Debate), bündelte die Diskussionen am Anfang des 20. Jahrhunderts, die schließlich zu einem neuen Verständnis der Natur von Galaxien und der Größe des Universums führten.
Die Diskussion zwischen den Astronomen Harlow Shapley und Heber Curtis fand am 26. April 1920 im Baird-Auditorium des National Museum of Natural History in Washington statt. Sie kreiste um die Größe der Milchstraße und die Frage, ob die damals als Spiralnebel bekannten Galaxien kleine Objekte in der Milchstraße oder sehr viel weiter entfernt und von der Milchstraße getrennt sind. An diesem Tag präsentierten die beiden Wissenschaftler unabhängige technische Vorträge über die Größenskala des Universums, denen am Abend eine öffentliche Diskussion folgte.
Shapley vertrat die Meinung, dass die Milchstraße wesentlich größer ist als zuvor von den meisten Astronomen angenommen, und dass die Sonne nicht in ihrem Zentrum steht. Spiralnebel sah er als Gaswolken in dieser einzigen riesigen ‚Galaxie‘ an. Curtis vertrat ein wesentlich kleineres Modell der Milchstraße, sah aber Spiralnebel als unabhängige der Milchstraße ähnliche Objekte in großer Entfernung an.
Beide Teilnehmer hatten aus den damaligen Erkenntnissen teils richtige, teils falsche Schlüsse gezogen. Die Milchstraße ist nach heutiger Erkenntnis tatsächlich viel größer als von Curtis angenommen. Spätere Erkenntnisse, zum Beispiel die Entdeckung von Cepheiden im Andromedanebel und anderen Galaxien durch Edwin Hubble, zeigten aber, dass die Spiralnebel noch weit außerhalb selbst der großen von Shapley vorgeschlagenen Milchstraße stehen und unabhängige ‚Weltinseln‘ sind.